# سوپرجام فوتبال عربستان
سوپرجام فوتبال عربستان (به عربی: كأس السوبر السعودي)، رقابتی است که سالانه بین قهرمان لیگ حرفه‌ای عربستان و قهرمان جام پادشاهی عربستان برگزار می‌شود. از فصل (۲۰۲۲_۲۳ ) این مسابقات به شکل چهار تیمی برگزار شد: قهرمان و نائب قهرمان لیگ حرفه‌ای عربستان و قهرمان و نائب قهرمان جام پادشاهی عربستان. در نسخه قدیمی این مسابقات که با حضور دو تیم برگزار می شد در ابتدا فصل بود ولی از فصل (۲۰۲۲_۲۳ ) و فرمت چهار تیمی این مسابقات در میانه فصل و معمولا در ماه ژانویه میلادی برگزار می شود.
قهرمان فعلی این جام، الهلال است که پس از پیروزی  ۴ بر ۱ مقابل النصر، قهرمان سال ۲۰۲۴ این جام لقب گرفت. موفق‌ترین تیم این رقابت‌ها الهلال است که پنج بار قهرمان این مسابقات شده‌است.

## آمار و ارقام

### عملکرد به تفکیک باشگاه
| باشگاه  | قهرمان | نایب قهرمان | سال‌های قهرمانی               | سالهای نایب قهرمانی |
| ------- | ------ | ----------- | ---------------------------- | ------------------- |
| الهلال  | ۵      | ۲           | ۲۰۱۵، ۲۰۱۸، ۲۰۲۱، ۲۰۲۳، ۲۰۲۴ | ۲۰۱۶، ۲۰۲۰          |
| النصر   | ۲      | ۳           | ۲۰۱۹ ، ۲۰۲۰                  | ۲۰۱۴، ۲۰۱۵، ۲۰۲۴    |
| الاتحاد | ۱      | ۳           | ۲۰۲۲                         | ۲۰۱۳، ۲۰۱۸، ۲۰۲۳    |
| الفتح   | ۱      | ۰           | ۲۰۱۳                         |                     |
| الشباب  | ۱      | ۰           | ۲۰۱۴                         |                     |
| الاهلی  | ۱      | ۰           | ۲۰۱۶                         |                     |
| التعاون | ۰      | ۱           |                              | ۲۰۱۹                |
| الفیصلی | ۰      | ۱           |                              | ۲۰۲۱                |
| الفیحاء | ۰      | ۱           |                              | ۲۰۲۲                |